# ゴンサロ・ヴェーリョ・カブラル

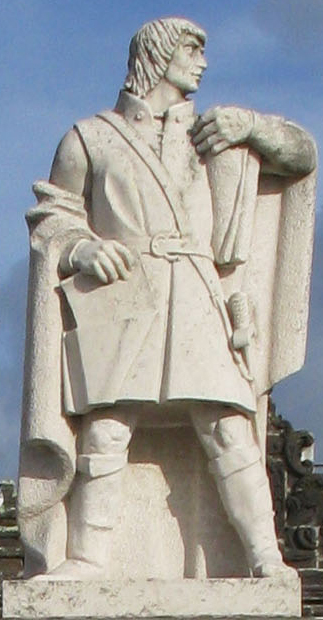
ゴンサロ・ヴェーリョ・カブラル

ゴンサロ・ヴェーリョ・カブラル（Gonçalo Velho Cabral, 生没年不明）は15世紀のポルトガルの航海者、探検家である。キリスト騎士団に属する騎士である。
エンリケ航海王子に仕えた航海者の中でも特に信頼が厚く、1427年のディオゴ・デ・シルヴェスによるサンミゲル島の発見以後、後にアゾレス諸島と呼ばれることとなる周辺の海域において探索行を行い、1431年にフォルミガス島を、1432年にはサンタマリア島を相次いで発見した。
1432年には幾つかの島において牧畜を導入したが、実際に牧畜が他の島民に波及するまでには数年の歳月を要し、サンタマリア島においては1439年、サンミゲル島においては1444年まで待つこととなる。

## アゾレス諸島の発見者？
16世紀後半の歴史家ガスパル・フルトゥオソの発表に基づき、長年、1432年までに7つの島を探検したゴンサロ・カブラルこそがアゾレス諸島の発見者であると信じられてきたが、20世紀にポルトガルの歴史家ダミオン・ペレスが1439年発行の海図などを研究した結果をまとめ、今日では、1427年にサンミゲル島を発見したディオゴ・デ・シルヴェスがアゾレス諸島の発見者であると定まっている。